# Limnephilus wittmeri
Limnephilus wittmeri is een schietmot uit de familie Limnephilidae. De soort komt voor in het Palearctisch gebied.